# ایهور پوکلاد
ایهور پوکلاد (اوکراینی: Ігор Дмитрович Поклад؛ ۱۰ دسامبر ۱۹۴۱ – ۹ ژوئیه ۲۰۲۵) آهنگساز اهل اتحاد جماهیر شوروی سوسیالیستی بود.
وی برندهٔ جوایزی همچون جایزه ملی شوچنکو شده است.